# František Koukal
František Koukal (* 11. dubna 1949, Praha) je bývalý československý a český sportovní šermíř, který se specializoval na šerm fleretem. Účastník tří olympijských her v letech 1972, 1976 a 1980.

## Sportovní kariéra
Je rodákem z pražského Žižkova. Šermu se věnoval od 11 let na doporučení rodinné známé Vilmy Vincencové v pražském klubu Slavia VŠ (dnešní USK) pod vedením Jiřího Střeláka. Od počátku se specializoval na šerm fleretem. Jeho osobním trenérem byl Josef Vršecký. V československé reprezentaci se pohyboval od konce šedesátých let dvacátého století. V roce 1970 při své premiéře na mistrovství světa v Ankaře seniorů překvapil postupem mezi 24 nejlepších šermířů (čtvrtfinále). Tento výsledek se mu dlouhodobě nedařilo na velkých turnajích zlepšit. Po výborných výkonech ve skupinách v prvních kolech nenacházel způsob, jak postoupit do závěrečných bojů o medaile.
V roce 1972 startoval na olympijských hrách v Mnichově. Ve druhém kole skupiny B porazil pozdějšího vítěze Poláka Witolda Woydu 5-4 na body, ale Polák mu ve 3. kole porážku vrátil a se třemi porážkami ve skupině nepostoupil mezi 12 nejlepších. V roce 1974 mu opět dvanáctka nejlepších utekla na mistrovství světa v Grenoblu. Na své druhé olympijské hry v Montréalu odjížděl s ambicemi na bodované umístění do 6. místa. První a druhé kolo zakončil ve skupinách s celkovou bilancí 9-1, ale ve třetím kole (top 24) se psychicky zablokoval a s jednou výhrou a čtyřmi porážkami ve skupině nepostoupil mezi 16 nejlepších. Obsadil konečné 19. místo.
V roce 1978 na červencovém mistrovství světa v Hamburku prolomil smůlu předchozích let postupem mezi šest nejlepších fleretistů. Ve vyrovnané finálové skupině obsadil se dvěma výhrami a třemi porážkami výborné 5. místo. S velkou nadějí tak vyhlížel olympijský rok 1980. Infekční žloutenka mu však na konci února vzala několik týdnů přípravy. Když v červenci odlétal na olympijské hry v Moskvě, ironicky do tisku poznamenal "jedu tam s fyzičkou jak ligový fotbalista". V prvním kole skupiny C prohrál úvodní dva duely. Ve třetím porazil neznámého Kuvajťana al-Mutavu a v závěrečném souboji o postup ze skupiny nastoupil proti východnímu Němci Klausi Kotzmannovi. Prohrával již 1-4 na body, dokázal vyrovnat na 4-4, ale vítězný pátý bod věnoval svému soupeři a nepostoupil do dalších bojů. Po olympijských hrách ukončil sportovní kariéru. V lednu 1981 přijal nabídku šéftrenéra (tehdy ústředního trenéra) československé reprezentace.

### Výsledky v jednotlivcích
| Turnaj                    | 1969   | 1970   | 1971   | 1972   | 1973   | 1974   | 1975   | 1976   | 1977   | 1978   | 1979   | 1980   |
| Turnaj                    | 20     | 21     | 22     | 23     | 24     | 25     | 26     | 27     | 28     | 29     | 30     | 31     |
| Turnaj                    | fleret | fleret | fleret | fleret | fleret | fleret | fleret | fleret | fleret | fleret | fleret | fleret |
| ------------------------- | ------ | ------ | ------ | ------ | ------ | ------ | ------ | ------ | ------ | ------ | ------ | ------ |
| Olympijské hry            |        |        |        | 17.    |        |        |        | 19.    |        |        |        | 29.    |
| Mistrovství světa         | —      | 22.    | úč.    |        | 49.    | 21.    | 25.    |        | —      | 5.     | 13.    |        |
| Mistrovství světa juniorů | 16.    |        |        |        |        |        |        |        |        |        |        |        |

### Olympijské hry
| Olympijské hry                       | Olympijské hry                       | Olympijské hry                       | Olympijské hry                       | Olympijské hry                       | Olympijské hry                       | Olympijské hry                       | Olympijské hry                       | Olympijské hry                       |
| Kolo                                 | Výsledek                             | Bilance                              | Soupeř                               | Výsledek                             | Zbraň                                | Datum                                | Turnaj                               | Místo                                |
| 1980 Olympijské hry v šermu fleretem | 1980 Olympijské hry v šermu fleretem | 1980 Olympijské hry v šermu fleretem | 1980 Olympijské hry v šermu fleretem | 1980 Olympijské hry v šermu fleretem | 1980 Olympijské hry v šermu fleretem | 1980 Olympijské hry v šermu fleretem | 1980 Olympijské hry v šermu fleretem | 1980 Olympijské hry v šermu fleretem |
| ------------------------------------ | ------------------------------------ | ------------------------------------ | ------------------------------------ | ------------------------------------ | ------------------------------------ | ------------------------------------ | ------------------------------------ | ------------------------------------ |
| 1. kolo, sk. C                       | prohra                               | 20-14                                | Klaus Kotzmann (GDR)                 | 4 – 5                                | Fleret                               | 22.-23. července 1980                | Olympijské hry                       | Moskva, Sovětský svaz                |
| 1. kolo, sk. C                       | vítězství                            | 20-13                                | Kifáh al-Mutava (KUW)                | 5 – 3                                | Fleret                               | 22.-23. července 1980                | Olympijské hry                       | Moskva, Sovětský svaz                |
| 1. kolo, sk. C                       | prohra                               | 19-13                                | Stéphane Ganeff (BEL)                | 1 – 5                                | Fleret                               | 22.-23. července 1980                | Olympijské hry                       | Moskva, Sovětský svaz                |
| 1. kolo, sk. C                       | prohra                               | 19-12                                | Didier Flament (FRA)                 | 3 – 5                                | Fleret                               | 22.-23. července 1980                | Olympijské hry                       | Moskva, Sovětský svaz                |
| 1976 Olympijské hry v šermu fleretem |                                      |                                      |                                      |                                      |                                      |                                      |                                      |                                      |
| 3. kolo, sk. A                       | prohra                               | 19-11                                | Petru Kuki (ROU)                     | 4 – 5                                | Fleret                               | 20.-21. července 1976                | Olympijské hry                       | Montréal, Kanada                     |
| 3. kolo, sk. A                       | vítězství                            | 19-10                                | Edward Ballinger (USA)               | 5 – 3                                | Fleret                               | 20.-21. července 1976                | Olympijské hry                       | Montréal, Kanada                     |
| 3. kolo, sk. A                       | prohra                               | 18-10                                | Marek Dąbrowski (POL)                | 3 – 5                                | Fleret                               | 20.-21. července 1976                | Olympijské hry                       | Montréal, Kanada                     |
| 3. kolo, sk. A                       | prohra                               | 18-9                                 | Klaus Reichert (FRG)                 | 2 – 5                                | Fleret                               | 20.-21. července 1976                | Olympijské hry                       | Montréal, Kanada                     |
| 3. kolo, sk. A                       | prohra                               | 18-8                                 | Gregory Benko (AUS)                  | 3 – 5                                | Fleret                               | 20.-21. července 1976                | Olympijské hry                       | Montréal, Kanada                     |
| 2. kolo, sk. B                       | vítězství                            | 18-7                                 | Martin Lang (USA)                    | 5 – 3                                | Fleret                               | 20.-21. července 1976                | Olympijské hry                       | Montréal, Kanada                     |
| 2. kolo, sk. B                       | vítězství                            | 17-7                                 | Robert Bruniges (GBR)                | 5 – 3                                | Fleret                               | 20.-21. července 1976                | Olympijské hry                       | Montréal, Kanada                     |
| 2. kolo, sk. B                       | vítězství                            | 16-7                                 | Harald Hein (FRG)                    | 5 – 4                                | Fleret                               | 20.-21. července 1976                | Olympijské hry                       | Montréal, Kanada                     |
| 2. kolo, sk. B                       | vítězství                            | 15-7                                 | Patrice Gaille (SUI)                 | 5 – 2                                | Fleret                               | 20.-21. července 1976                | Olympijské hry                       | Montréal, Kanada                     |
| 2. kolo, sk. B                       | vítězství                            | 14-7                                 | Vladimir Děnisov (URS)               | 5 – 2                                | Fleret                               | 20.-21. července 1976                | Olympijské hry                       | Montréal, Kanada                     |
| 1. kolo, sk. F                       | vítězství                            | 13-7                                 | Göran Malkar (SWE)                   | 5 – 1                                | Fleret                               | 20.-21. července 1976                | Olympijské hry                       | Montréal, Kanada                     |
| 1. kolo, sk. F                       | vítězství                            | 12-7                                 | Thierry Soumagne (BEL)               | 5 – 1                                | Fleret                               | 20.-21. července 1976                | Olympijské hry                       | Montréal, Kanada                     |
| 1. kolo, sk. F                       | prohra                               | 11-7                                 | Lajos Somodi (HUN)                   | 3 – 5                                | Fleret                               | 20.-21. července 1976                | Olympijské hry                       | Montréal, Kanada                     |
| 1. kolo, sk. F                       | vítězství                            | 11-6                                 | Graham Paul (GBR)                    | 5 – 4                                | Fleret                               | 20.-21. července 1976                | Olympijské hry                       | Montréal, Kanada                     |
| 1. kolo, sk. F                       | vítězství                            | 10-6                                 | Patrice Gaille (SUI)                 | 5 – 3                                | Fleret                               | 20.-21. července 1976                | Olympijské hry                       | Montréal, Kanada                     |
| 1972 Olympijské hry v šermu fleretem |                                      |                                      |                                      |                                      |                                      |                                      |                                      |                                      |
| 3. kolo, sk. C                       | vítězství                            | 9-6                                  | Hiroši Nakadžima (JPN)               | 5 – 4                                | Fleret                               | 29.-30. srpna 1972                   | Olympijské hry                       | Mnichov, Německo                     |
| 3. kolo, sk. C                       | prohra                               | 8-6                                  | Sándor Szabó (HUN)                   | 3 – 5                                | Fleret                               | 29.-30. srpna 1972                   | Olympijské hry                       | Mnichov, Německo                     |
| 3. kolo, sk. C                       | prohra                               | 8-5                                  | Vladimir Děnisov (URS)               | 2 – 5                                | Fleret                               | 29.-30. srpna 1972                   | Olympijské hry                       | Mnichov, Německo                     |
| 3. kolo, sk. C                       | vítězství                            | 8-4                                  | Guillermo Saucedo (ARG)              | 5 – 0                                | Fleret                               | 29.-30. srpna 1972                   | Olympijské hry                       | Mnichov, Německo                     |
| 3. kolo, sk. C                       | prohra                               | 7-4                                  | Witold Woyda (POL)                   | 2 – 5                                | Fleret                               | 29.-30. srpna 1972                   | Olympijské hry                       | Mnichov, Německo                     |
| 2. kolo, sk. B                       | vítězství                            | 7-3                                  | Barry Paul (GBR)                     | 5 – 2                                | Fleret                               | 29.-30. srpna 1972                   | Olympijské hry                       | Mnichov, Německo                     |
| 2. kolo, sk. B                       | vítězství                            | 6-3                                  | Witold Woyda (POL)                   | 5 – 4                                | Fleret                               | 29.-30. srpna 1972                   | Olympijské hry                       | Mnichov, Německo                     |
| 2. kolo, sk. B                       | prohra                               | 5-3                                  | Daniel Revenu (FRA)                  | 0 – 5                                | Fleret                               | 29.-30. srpna 1972                   | Olympijské hry                       | Mnichov, Německo                     |
| 2. kolo, sk. B                       | vítězství                            | 5-2                                  | Omar Vergara (ARG)                   | 5 – 1                                | Fleret                               | 29.-30. srpna 1972                   | Olympijské hry                       | Mnichov, Německo                     |
| 2. kolo, sk. B                       | prohra                               | 4-2                                  | Dan Alon (ISR)                       | 4 – 5                                | Fleret                               | 29.-30. srpna 1972                   | Olympijské hry                       | Mnichov, Německo                     |
| 1. kolo, sk. H                       | vítězství                            | 4-1                                  | Magdy Conyd (CAN)                    | 5 – 2                                | Fleret                               | 29.-30. srpna 1972                   | Olympijské hry                       | Mnichov, Německo                     |
| 1. kolo, sk. H                       | prohra                               | 3-1                                  | Mihai Țiu (ROU)                      | 0 – 5                                | Fleret                               | 29.-30. srpna 1972                   | Olympijské hry                       | Mnichov, Německo                     |
| 1. kolo, sk. H                       | vítězství                            | 3-0                                  | Ičiró Serizawa (JPN)                 | 5 – 2                                | Fleret                               | 29.-30. srpna 1972                   | Olympijské hry                       | Mnichov, Německo                     |
| 1. kolo, sk. H                       | vítězství                            | 2-0                                  | Omar Vergara (ARG)                   | 5 – 2                                | Fleret                               | 29.-30. srpna 1972                   | Olympijské hry                       | Mnichov, Německo                     |
| 1. kolo, sk. H                       | vítězství                            | 1-0                                  | Carl Borack (USA)                    | 5 – 3                                | Fleret                               | 29.-30. srpna 1972                   | Olympijské hry                       | Mnichov, Německo                     |

## Trenérská a funkcionářská kariéra
Po skončení sportovní kariéry v roce 1980, přijal nabídku svazu ústředního trenéra československé reprezentace. Pod jeho vedením se preferovanou zbraní v českém šermu stal kord, na Slovensku fleret. Zcela upozaděn byl šerm šavlí.
Tato sázka na úzkou specializaci jedné zbraně nesla brzy své plody a český kord se pomalu zabydlel mezi širší světovou špičkou. Jeho největším trenérským úspěchem je stříbrná medaile Jaroslava Jurky z mistrovství světa v Barceloně v roce 1985.
Prožil však i několik zklamání. Jedním byl bojkot olympijských her v Los Angeles roce 1984 a bezesporu neúčast žádného československého šermíře na olympijských hrách v Soulu v roce 1988 zaviněnou nešťastnou shodou náhod – dva tahouni reprezentace byli z reprezentace v roce 1988 vyřazeni, Roman Ječmínek ml. (disciplinární trest) a Martin Rubeš st. (dlouhodobé zranění) a zbylé šermíře odmítli funkcioníři na olympijské hry nominovat z důvodu nedostatečné výkonnosti.